# Heinrich Ferdinand von Krosigk

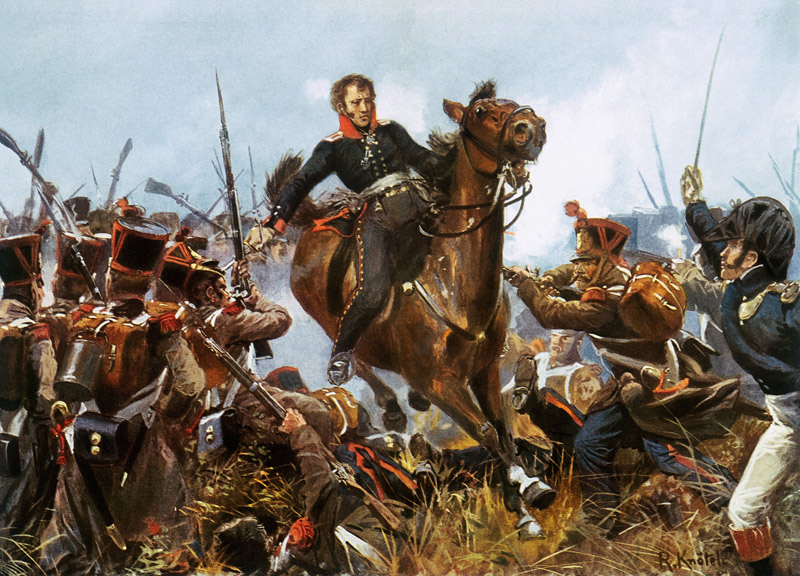
Heldentod des Majors von Krosigk bei Möckern. (16. Oktober 1813), Farbdruck um 1890 nach einem Gemälde von Richard Knötel

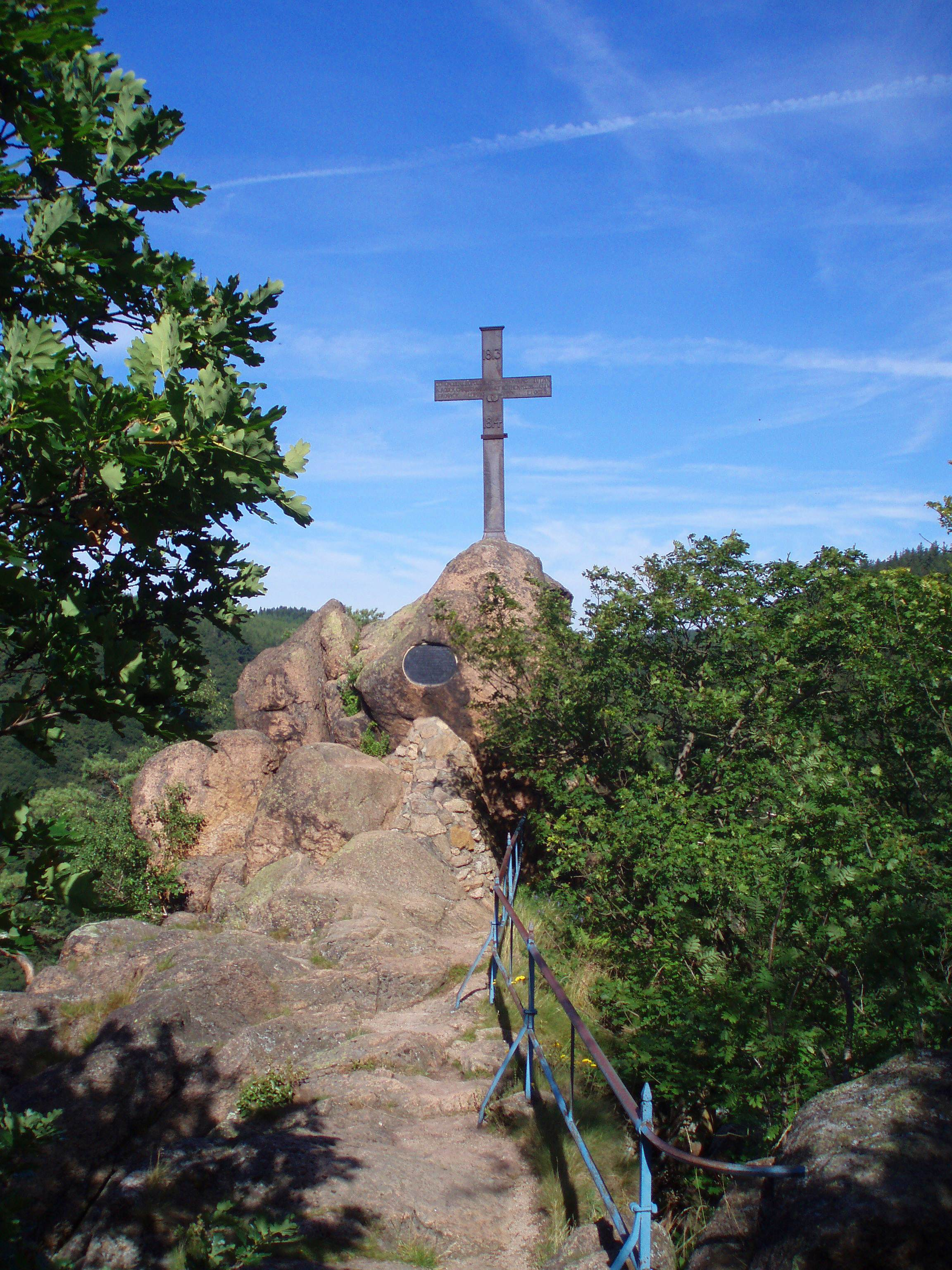
Kreuz auf dem Ilsestein

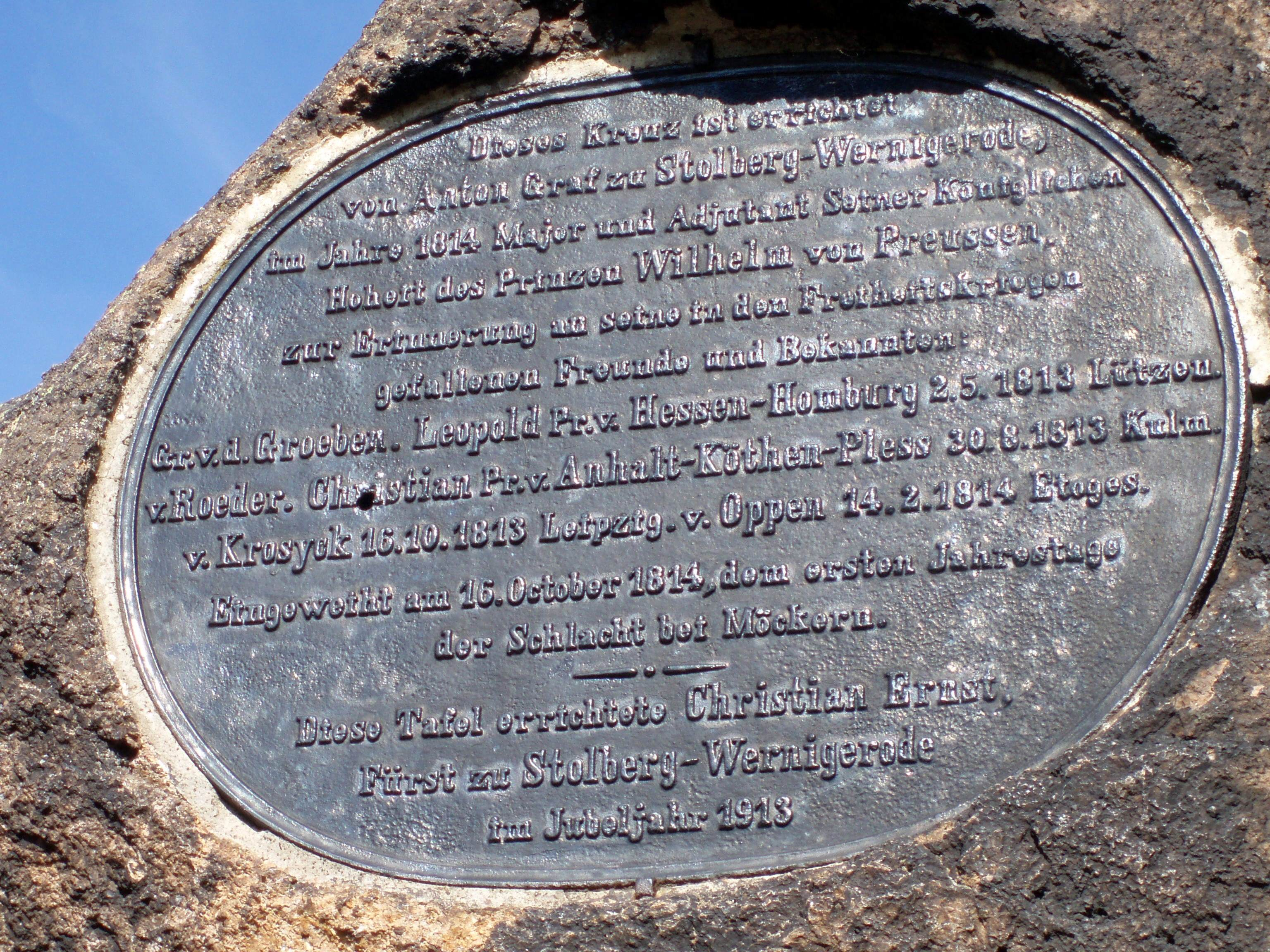
Gedenktafel mit von Krosigks Namen

Heinrich Ferdinand von Krosigk (* 23. Februar 1778 auf Poplitz; † 16. Oktober 1813 bei Möckern (Leipzig)) war ein Gutsherr und preußischer Major, der in der Völkerschlacht bei Leipzig fiel.

## Leben
Heinrich Ferdinand von Krosigk entstammte dem Adelsgeschlecht von Krosigk und war eines von vierzehn Kindern des Majoratsherrn auf Poplitz, Ferdinand Anton von Krosigk, und seiner Frau Dorothea Luise, geborene von Cramm. Zu seinen Brüdern zählten Dedo, Ludwig, Ernst, Friedrich und Anton Emil von Krosigk.
Nach dem Tod des Vaters übernahm er das Gut Poplitz. In den Jahren der französischen Besatzung, in denen Poplitz und der Saalkreis zum Königreich Westphalen gehörte, führte er sieben Jahre lang eine Art Kleinkrieg gegen die Regierung, was ihm den französischen Beinamen „le mauvais Baron“ („der böse Baron“) einbrachte, den er wie ein Geusenwort als Ehrennamen ansah. Er galt als „einer der originellsten und zähesten Gegner der Franzosen“.
Krosigk wurde zunächst auf der Festung Magdeburg, dann ab 1811 in Kassel interniert. Im Herbst 1812 wurde er gegen Kaution seines gesamten Vermögens freigelassen. Daraufhin brachte er jedoch zunächst seine Familie in Sicherheit und stellte sich dann dem preußischen Heer zur Verfügung, was die Konfiszierung seines Vermögens durch die französischen Behörden nach sich zog.
Am 20. Mai 1813 wurde ihm das Kommando über ein brandenburgisches Füsilierbataillon im neu aufgestellten Brandenburgischen Infanterie-Regiment Nr. 12 gegeben, mit dem er in der Schlacht bei Bautzen kämpfte. Für seinen Mut bei Löwenberg im August 1813 erhielt er das Eiserne Kreuz II. Klasse. Anfang Oktober kam er noch einmal in das befreite, aber schwer in Mitleidenschaft gezogene Gut Poplitz zurück. Er fiel an der Spitze seines Bataillons am ersten Tag der Völkerschlacht bei Leipzig am 16. Oktober in Möckern.
Christian Niemeyer beschrieb wenig später seinen Tod so:
„Hier, auf einer grünen Wiese neben Möckern wurde Heinrich Ferdinand von Krosigk, der Anhaltiner, an der Spitze tapferer Brandenburger, welchen er, ein anderer Winkelried durch seine eigene Brust Bahn in ein feindliches Viereck, das fünfte, brach, indem er, allen voran, den feindlichen Flügelmann ansprengte und niederwarf, zugleich durch Bayonettstich und Kugel durchbohrt, winkte, da er am Boden lag, seiner Schaar mit dem Degen zu, den Siegeslauf zu verfolgen, und wehrte denen, welche bei ihm bleiben wollten, solches mit den Worten: „Lasset mich hier und geht und thut eure Schuldigkeit!“ Neben ihm verschied sein tapferer Adjutant Honig, ein Rechtsgelehrter.“
Er wurde auf Poplitz beigesetzt. Sein dortiger Grabhügel wurde zu einer Art Wallfahrtsort für patriotisch Gesinnte.
Heinrich von Krosigk war verheiratet mit Friederike, geb. von Schurff. Er war Mitglied der Hallenser Freimaurerloge „Zu den drei Degen“.

## Nachleben
Die Gestalt des Majors und die Umstände seines Todes ließen ihn vor allem im späten 19. Jahrhundert und frühen 20. Jahrhundert populär werden. Richard Knötels dramatisches Bild seines Todes fand als Farbdruck des Berliner Verlags Paul Kittel weite Verbreitung. Paul Schreckenbach machte ihn 1908 zur Hauptfigur seines historischen Romans.
Heinrich Ferdinand von Krosigk ist einer der in den Freiheitskriegen gefallenen Freunde und Bekannten, für die Anton zu Stolberg-Wernigerode 1814 das eiserne Gedenkkreuz auf dem Ilsestein errichten ließ.